# .450 No 2 Nitro Express
El .450 No 2 Nitro Express o .450 Nitro Express 31⁄2 fue desarrollado por los Eley Brothers en 1903.

## Diseño
El .450 No 2 Nitro Express tiene un casquillo con anillo y diseño de cuello de botella para alojar proyectiles de 0,458 pulgadas (1,2 cm) y ser usado en fusiles dobles y de un solo cañón. La bala alcanza una velociad de salida de 2175 pies por segundo (662,9 m/s) .
La gran capacidad del casquillo, de 3.5 pulgadas (8,9 cm) de largo tiene una gran capacidad de carga de pólvora, y, en comparación con otros cartuchos Nitro Express similares, tiene un anillo y paredes del casquillo más gruesas, y con presiones bajas comparadas con otros Nitro Express que, cuando se combina con su borde grueso y sus paredes pesadas, hace que sea casi imposible que se atraque en la recámara.

## Dimensiones

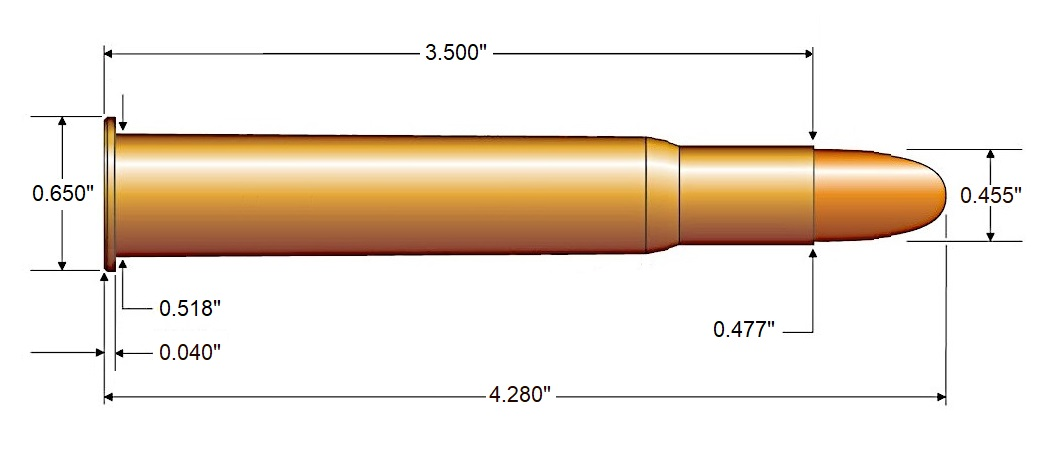

## Historia
Después de los primeros problemas de extracción experimentados con el .450 Nitro Express desarrollado por John Rigby & Company en 1898, Eley dio el paso inusual para el momento de crear su propio cartucho completamente nuevo y lanzarlo al mercado en 1903, permitiendo que todas las armerías que fabricaban rifles pudieran recamararlo, lo que era algo inusual por dos razones, la primera es que este cartucho no tiene un antepasado express de pólvora negra, la segunda es que fue diseñado por un fabricante de municiones, ya que la mayoría de los cartuchos de la época fueron diseñados por fabricantes de rifles. El .450 No 2 Nitro Express recibió ese nombre para diferenciarlo del original.  
Balísticamente, el .450 No 2 Nitro Express es casi idéntico al .450 Nitro Express original o al .500/450 Nitro Express diseñado por Holland & Holland, el cual también fue creado para reemplazar al original. Sin embargo, los primeros problemas del .450 Nitro Express se resolvieron pronto y el .450 No 2 Nitro Express nunca fue tan popular como su predecesor.  
Después de la prohibición del ejército británico de 1907 de municiones de calibre .450 en India y Sudán, Eley desarrolló el .475 No. 2 Nitro Express ajustando el .450 No. 2 Nitro Express.

## Uso
El .450 No 2 Nitro Express es óptimo para la caza de animales peligrosos de pellejo grueso, como el elefante. En su African Rifles and Cartridges, John "Pondoro" Taylor afirma que la letalidad del .450 No 2 Nitro Express es tan eficaz como la de cualquier otro Nitro Express calibre .450-.476, pero no mejor. Taylor afirma además que hay un atractivo psicológico adjunto al .450 No 2 Nitro Express, el tamaño del enorme cartucho le da al cazador la confianza de que está llevando un arma más letal que la que lleva un cartucho similar.
Pondoro Taylor tuvo cuatro rifles calibre .450 No 2 Nitro Express, con los que cazó cientos de elefantes, decenas de rinocerontes y cientos de búfalos. Otros notables cazadores que lo usaron extensivamente incluyen a Philip Percival, que cazaba con un par de rifles dobles boxlock .450 No 2 Nitro Express fabricados por Joseph Lang, y Nripendra Narayan, maharajá de Koch Bihar, que cazaba con una gran batería de rifles, la cual incluía el .450 Rifle doble No 2 Nitro Express de Manton & Co.   